# Rule of the Heart
Pour plus de détails, voir Fiche technique et Distribution.
Rule of the Heart (Sirds likums) est un film d'animation letton réalisé par Roze Stiebra, sorti en 2024. Le scénario est adapté d'après le conte de Jāņis Ezeriņš Jaunais likums [Une nouvelle loi],. Le film reçoit le Lielais Kristaps Award en 2024.

## Synopsis
Le roi se prépare pour le mariage de sa fille et remet la couronne à son futur gendre, le prince Magnus. Mais une rencontre fortuite entre la princesse et un artiste de cirque dans le jardin du palais menace de perturber les plans du mariage. Un cadeau que l'artiste offre à la princesse lui permet de parler avec l'herbe, les arbres, les crapauds et même de commencer à se souvenir de sa défunte mère.

## Fiche technique
- Titre : Rule of the Heart
- Réalisation : Roze Stiebra
- Scénario : Matīss Gricmanis
- Direction artistique : Aleksejs Naumovs
- Son : Matīss Krišjānis
- Production : Roberts Vinovskis, Dominiks Jarmakovičs
- Studio : Locomotive
- Pays de production :  Lettonie
- Durée : 65 minutes
- Format : couleur
- Dates de sortie : 1 février 2024